# شيرمان كارديناس
شيرمان كارديناس (بالإسبانية: Sherman Cárdenas) (7 أغسطس 1989 ببوكارامانغا في كولومبيا - ) هو لاعب كرة قدم كولومبي في مركز الوسط. شارك مع منتخب كولومبيا تحت 17 سنة لكرة القدم ومنتخب كولومبيا تحت 20 سنة لكرة القدم. أما مع النوادي، فقد لعب مع أتلتيكو جونيور وأتلتيكو مينييرو وأتلتيكو ناسيونال وريال مدريد ونادي ميلوناريوس ولا إكويداد ‏ وأتليتيكو بوكارامانغا.

## وصلات خارجية
- شيرمان كارديناس على موقع قاعدة بيانات كرة القدم.إي يو (الإنجليزية)
- شيرمان كارديناس على موقع Soccerway.com (الإنجليزية)
- شيرمان كارديناس على موقع AS.com (الإسبانية)